# Pueblo of Sandia Village
Pueblo of Sandia Village – jednostka osadnicza w Stanach Zjednoczonych, w stanie Nowy Meksyk, w hrabstwie Sandoval.